# Championnat d'Irak de football 1988-1989
Navigation
Saison précédente Saison suivante
La saison 1988-1989 du Championnat d'Irak de football est la quinzième édition de la première division en Irak, l' Iraqi Premier League. Le déroulement de la compétition change radicalement par rapport aux saisons précédentes. Trente formations disputent un championnat régional qui voit les dix meilleurs qualifiés. Les dix équipes sont réparties en deux groupes, dont les deux meilleurs disputent la phase finale (demi-finales et finale sur un seul match).
C'est le club d'Al Rasheed, double tenant du titre, qui remporte à nouveau le championnat cette saison après avoir battu Talaba SC lors de la finale nationale. C'est le troisième titre de champion d'Irak de l'histoire du club.

## Les clubs participants
| - Nord : - Arbil Sports Club - Wahid Huzairan - Centre : - Al-Najaf Football Club - Nassir Football Club | - Sud : - Bahri FC - Al Mina'a Bassora - Bagdad : - Al Tayaran Bagdad - Al-Zawra'a Sports Club - Talaba Sport Club - Al-Rasheed Sports Club |

## Compétition
Le barème de points servant à établir les classements se décompose ainsi :
- Victoire : 2 points
- Match nul : 1 point
- Défaite : 0 point

### Première phase
| Rang | Équipe            | Pts | J | G | N | P | Bp | Bc | Diff |
| ---- | ----------------- | --- | - | - | - | - | -- | -- | ---- |
| 1    | Al-Zawra'a SC     | 8   | 4 | 4 | 0 | 0 | 11 | 3  | +8   |
| 2    | Talaba SC         | 6   | 4 | 3 | 0 | 1 | 9  | 4  | +5   |
| 3    | Arbil SC          | 4   | 4 | 1 | 1 | 2 | 2  | 6  | -4   |
| 4    | Al Mina'a Bassora | 2   | 4 | 1 | 0 | 3 | 4  | 6  | -2   |
| 5    | Nasir FC          | 1   | 4 | 0 | 1 | 3 | 1  | 8  | -7   |

| Rang | Équipe            | Pts | J | G | N | P | Bp | Bc | Diff |
| ---- | ----------------- | --- | - | - | - | - | -- | -- | ---- |
| 1    | Al Tayaran Bagdad | 8   | 4 | 4 | 0 | 0 | 10 | 2  | +8   |
| 2    | Al RasheedT       | 5   | 4 | 2 | 1 | 1 | 10 | 3  | +7   |
| 3    | Bahri FC          | 3   | 4 | 1 | 1 | 2 | 5  | 7  | -2   |
| 4    | Najaf FC          | 3   | 4 | 1 | 1 | 2 | 3  | 9  | -6   |
| 5    | Wahid Huzairan    | 1   | 4 | 0 | 1 | 3 | 1  | 8  | -7   |

### Phase finale
Demi-finales :
| Équipe 1          | Résultat      | Équipe 2   |
| ----------------- | ------------- | ---------- |
| Al-Zawra'a SC     | 1 - 1 2-4 tab | Al Rasheed |
| Al Tayaran Bagdad | 1 - 1 5-6 tab | Talaba SC  |

Match pour la 3e place :
| Équipe 1          | Résultat | Équipe 2      |
| ----------------- | -------- | ------------- |
| Al Tayaran Bagdad | 4 - 1    | Al-Zawra'a SC |

Finale :
| Équipe 1   | Résultat      | Équipe 2  |
| ---------- | ------------- | --------- |
| Al Rasheed | 1 - 1 5-4 tab | Talaba SC |

## Bilan de la saison
| Championnat d'Irak de football 1988-1989   |                       |
| Champion                                   | Al Rasheed (3e titre) |
| Coupes et trophées                         |                       |
| Vainqueur de la Coupe d'Irak 1988-1989     | Al-Zawra'a SC         |
| Qualifications continentales               |                       |
| Coupe d'Asie des clubs champions 1989-1990 | Al Rasheed            |
| Promotions et relégations                  |                       |
| Promus en Iraqi Premier League             | Aucun                 |
| Relégués en Iraqi Second League            | Aucun                 |